# Ménil-la-Tour
 Ménil-la-Tour  là một xã của tỉnh Meurthe-et-Moselle, thuộc vùng Grand Est, đông bắc nước nước Pháp. Xã này nằm ở khu vực có độ cao trung bình 225 mét trên mực nước biển.